# Kawamata Tsuneyuki

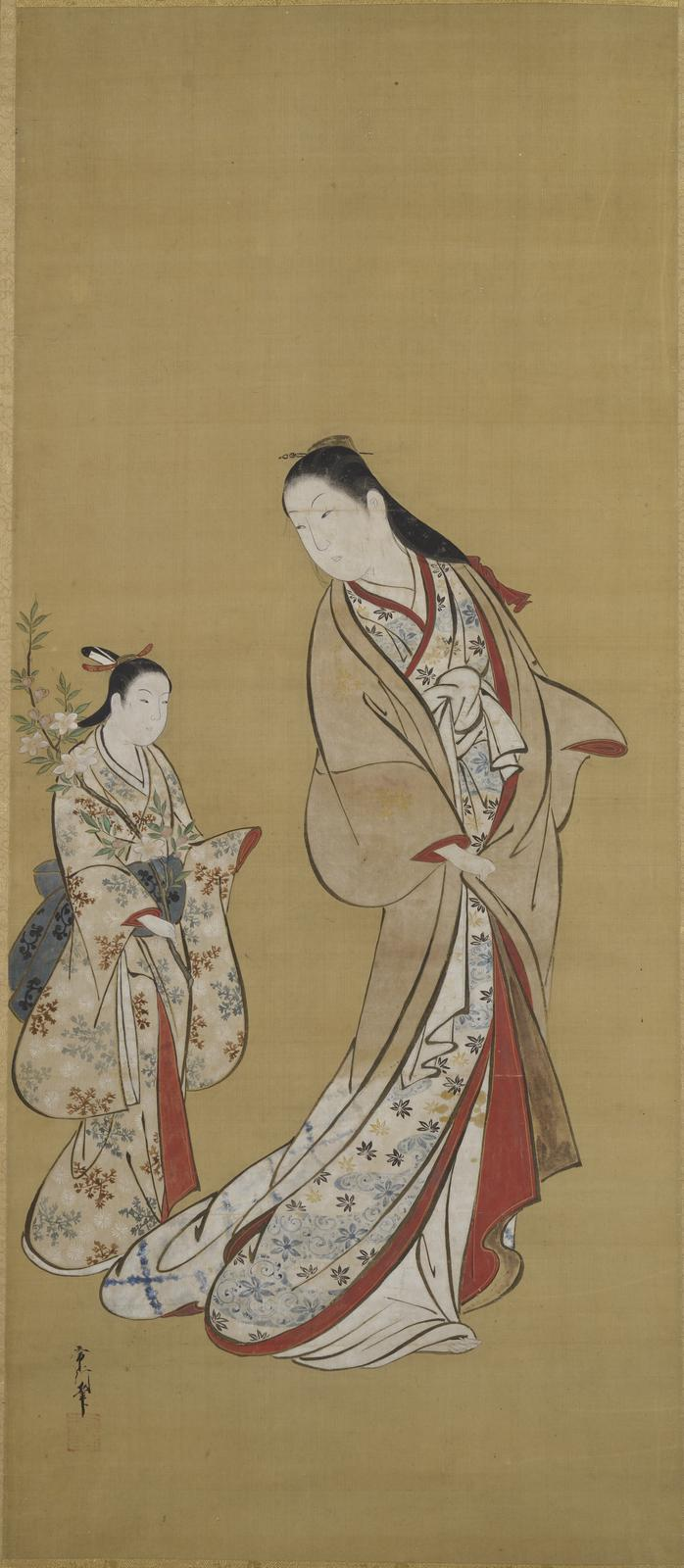
Cortigiana con servo

Kawamata Tsuneyuki (川又常正?; Niigata, 1677 – ...) è stato un pittore giapponese, rappresentante del genere ukiyo-e.

## Biografia
Nativo della zona di Niigata, si formò nella scuola Kanō sotto Kanō Tsunenobu. Fu attivo dal 1716 al 1744. Il suo stile subì l'influenza di Okumura Masanobu e di Miyagawa Chōshun.
Suo allievo fu Kawamata Tsunemasa, che trasse ispirazione dal maestro per il suo nome d'arte, che ne seguì lo stile.